# حسن سيد معوض
حسن سيد معوض هو لاعب كرة سلة مصري. مثّل منتخب بلاده. شارك في دورة الألعاب الأولمبية الصيفية سنة 1948.

## روابط خارجية
- حسن سيد معوض على موقع الاتحاد الدولي لكرة السلة (الإنجليزية)
- حسن سيد معوض على موقع الاتحاد الدولي لكرة السلة (الإنجليزية)
- حسن سيد معوض على موقع سبورتس رفرنس (الإنجليزية)
- حسن سيد معوض على موقع أوليمبيديا (الإنجليزية)